# Ipês (João Pessoa)
O Bairro dos Ipês é um bairro localizado na parte norte da cidade de João Pessoa. O bairro tem como limites os bairros: Bairro dos Estados, Mandacaru e Manaíra.